# ماري تقتل الناس (مسلسل كوري جنوبي)
ماري تقتل الناس (بالكورية: 메리 킬즈 피플) هو مسلسل تلفزيوني كوري جنوبي، بطولة لي بو-يونغ، لي مين-كي، كانغ كي-يونغ. عرض على قناة إم بي سي في 1 أغسطس 2025، ويبث فترة الجمعة والسبت الساعة 10:00 بتوقيت (KST).

## القصة
تدور القصة حول طبيبة تساعد بشكل غير قانوني المرضى المصابين بأمراض عضال في القتل الرحيم ومحقق يتعقب أنشطتها غير القانونية.

## الطاقم
- لي بو يونغ في دور وو سو جونغ[1]
- لي مين كي في دور جو هيون وو[1]
- كانغ كي-يونغ في دور طبيب يساعد وو سو جونغ في حالات القتل الرحيم[1]

### اخرون
- كيم تاي وو في دور آن تاي سونغ، رئيس وكالة الشرطة الوطنية [2]
- بايك هيون جين في دور غو كوانغ تشيول: رجل الأعمال الغامض الذي يخفي أسراره بدقة.[3]
- كوون هاي هيو في دور يانغ شين بو: مدير مستشفى يتمتع بشخصية استثنائية.[3]
- سيو يونغ هي في دور ريو يي سو: المحامية الكفؤة وجارة وو سو جونغ.[3]
- يون جا آي في دور الممرضة تشوي يي نا.[3]
- يو سونغ موك في دور بايك أوي وون[3]
- كيم سانج جي: ابنة أخت وو سو جونج[3]
- شيم سو يونغ في دور رئيسىة الممرضين[3]
- كانغ نا إيون بدور يو مي - طالبة في المدرسة الثانوية[4]

## المشاهدات
| الموسم | الموسم | رقم الحلقة | رقم الحلقة | رقم الحلقة | رقم الحلقة | رقم الحلقة | رقم الحلقة  | رقم الحلقة  | رقم الحلقة  | رقم الحلقة  | رقم الحلقة  | رقم الحلقة  | رقم الحلقة  | المتوسط     |
| الموسم | الموسم | 1          | 2          | 3          | 4          | 5          | 6           | 7           | 8           | 9           | 10          | 11          | 12          | المتوسط     |
| ------ | ------ | ---------- | ---------- | ---------- | ---------- | ---------- | ----------- | ----------- | ----------- | ----------- | ----------- | ----------- | ----------- | ----------- |
|        | 1      | 609        | غ/م        | غ/م        | غ/م        | غ/م        | ستُعلن لاحقًا | ستُعلن لاحقًا | ستُعلن لاحقًا | ستُعلن لاحقًا | ستُعلن لاحقًا | ستُعلن لاحقًا | ستُعلن لاحقًا | ستُعلن لاحقًا |

| الحلقات | تاريخ البث    | تقييمات (نيلسن كوريا) | تقييمات (نيلسن كوريا) |
| الحلقات | تاريخ البث    | على الصعيد الوطني     | سيئول                 |
| ------- | ------------- | --------------------- | --------------------- |
| 1       | 1 أغسطس 2025  | 3.2%                  | 3.4%                  |
| 2       | 2 أغسطس 2025  | 2.1%                  | —                     |
| 3       | 8 أغسطس 2025  | 1.8%                  | —                     |
| 4       | 9 أغسطس 2025  | 1.9%                  | —                     |
| 5       | 16 غسطس 2025  | 1.9%                  | —                     |
| 6       | 22 أغسطس 2025 |                       |                       |
| 7       | 23 أغسطس 2025 |                       |                       |
| 8       |               |                       |                       |
| 9       |               |                       |                       |
| 10      |               |                       |                       |
| 11      |               |                       |                       |
| 12      |               |                       |                       |
| متوسط   |               |                       |                       |

## الإنتاج
المسلسل من اخراج بارك جون-وو الذي اخرج مسلسل تاكسي درايفر 1 (2021)، تصادم (2024)، وهو مقتبس على الدراما الكندية التي تحمل نفس الاسم لعام 2017.

## روابط خارجية
- الموقع الرسمي
 (بالكورية)
- ماري تقتل الناس على موقع IMDb (الإنجليزية)
- ماري تقتل الناس على موقع قاعدة بيانات الفيلم (الإنجليزية)
- ماري تقتل الناس على هانسينما